# قصور وادي العقيق
قصور وادي العقيق هي مجموعة من القصور الأثرية، يعود تاريخها للعصرين الأموي والعباسي، أبرز تلك القصور قصر سعيد بن العاص، وقصر مروان بن الحكم، وقصر سكينة بنت الحسين، وقصر سعد بن أبي وقاص، وقصر عروة بن الزبير الذي ما زالت بعض مبانيه قائمة حتى الآن.

## نبذة عن الوادي

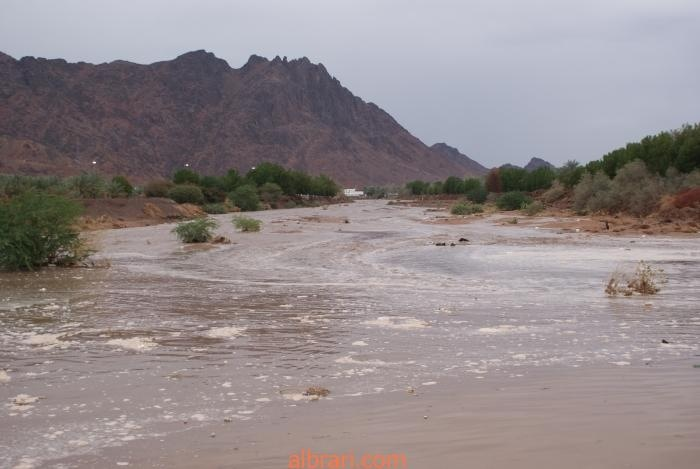

يقع وادي العقيق بالقرب من المدينة المنورة ويعتبر من أشهر أودية المدينة المنورة، واكتسب شهرته لارتباطه بسيرة الرسول محمد صلى الله عليه وسلم، وسمي بالوادي المبارك لقول الرسول عليه الصلاة والسلام: «أتاني الليلة آت من ربي فقال: صلّ في هذا الوادي المبارك». ولوادي العقيق ارتباط وثيق بتاريخ المدينة المنورة، وقد فرشت أرض المسجد النبوي في عهد عمر بن الخطاب بحصى ناعمة من أرضه، وكان في بعض العهود الماضية أشبه بنهر دائم الجريان، ونشأت بقربه المزارع وبنيت على ضفافه القصور خصوصا في العهدين الأموي والعباسي [بحاجة لمصدر].

## أشهر القصور
يتميز الوادي بالقصور الموجودة فيها والتي تعود للعصور الإسلامية الأموي والعباسي، ومن أشهرها مايلي:

### قصر عروة بن الزبير
يقع القصر على ضفة الوادي في غرب المدينة المنورة، على امتداد الطريق المؤدّي إلى مسجد ذي الحليفة (ميقات أهل المدينة)، ويبعد عن المسجد النبوي حوالى 3.5 كم. قام عمر بن عبد الله ببناء القصر بتكليف من عروة بن الزبير، وما زالت بعض مبانيه باقيةً حتى يومنا هذا [بحاجة لمصدر].
وقد قامت وزارة السياحة السعودية بالعديد من عمليات التنقيب خلال ثلاثة مواسم لاكتشاف الآثار المتبقية من هذا القصر وذلك بين الأعوام (1433 - 1434هـ)، حيث وجدت الوزارة أن القصر يحتوي على ثلاثة أفنية بمساحات مختلفة، فناءان يطل على كل منهما ثلاث غرف، أما الفناء الثالث فيفتح فيه غرفتان ومطبخ، ويبلغ متوسط مساحات هذه الغرف (2,20م في 3,70م)، أما جدران القصر فبُنيت بحجارة الحرة بسمك 50سم على بعضها طلاء من الطين وأخرى من الجص، بينما الأرضيات مدكوكة بالحصى وعليها طبقة من الطين والجص إضافة إلى وجود بلاط من الأجر وعتبات مشذبة من الحجر البركاني، ويحتوي القصر على بئر حفرها عروة بن الزبير بعد أن شيد قصره واستصلح أرضه، وذلك إلى جانب بئرين أخريين هما بئر العسيلة، وبئر السقاية في ضفة الوادي، ولا تزال بئرا القصر والسقاية موجودتين إلى اليوم.

### قصر سعيد بن العاص
يقع قصر الصحابي سعيد بن العاص في منحنى من وادي العقيق، وقد بناه صاحبه سعيد بن العاص عندما كان واليًا على المدينة المنورة في خلافة الخليفة الأموي معاوية بن أبي سفيان، ومازال هذا القصر باقيًا حتى الآن [بحاجة لمصدر].
ويبلغ طول القصر نحو 36 مترًا، وعرضه نحو 27 مترًا، وارتفاع أطلاله الباقية نحو 9 أمتار، وسمك جدرانه 76 سم، وطوله وعرضه المذكوران إنما هما بضم الأقسام المتساقطة منه إليه. وقد بُني القصر بالأحجار الجرانيتية والجص، واستخدم الطوب المحروق في بعض أجزائه، ويدل تخطيطه وعناصره الزخرفية على تطور فنون العمارة في المدينة المنورة في ذلك الوقت.و ربّما أعيدت بعض جدرانه في وقت من الأوقات، وتخلو الجدران من الكتابة والرسومات، وإنما توجد في بعض أروقته ونوافذه نقوش على الجص وزخرفة بالطوب